# Bien ordinario
En microeconomía, se denomina bien ordinario a aquel bien económico cuyo nivel de consumo aumenta cuando su precio desciende y cuyo nivel de consumo baja si su precio aumenta, manteniendo idénticas las demás condiciones. Es el opuesto al bien de Giffen.
La teoría del consumidor se vio alterada al comprobar que existían bienes cuyo consumo aumenta cuando su precio aumenta, los llamados "bienes de Giffen", de modo que fue necesario definir los bienes cuyo consumo responde al concepto ordinario de relación entre oferta y demanda. Dado que la mayor parte de los bienes se comportan de esta manera, el estudio de este concepto ha sido menos desarrollado que el de los bienes inferiores, relacionados con la relación entre los ingresos de los consumidores y el consumo de cada bien.